# Vicinity of Obscenity
Vicinity of Obscenity — сингл рок-группы System of a Down с альбома Hypnotize. Это одна из самых необычных композиций этого альбома, её отличают более тяжелое звучание, странное построение музыкальной структуры и, на первый взгляд, полное отсутствие смысловой нагрузки. За время существования группы песня исполнялась на концертах нечасто, всего четырнадцать раз. CD также включает в себя Lonely Day.

## Смысл песни
Эта песня о том, как малы в наше время пределы непристойности (англ: Vicinity of Obscenity). В головах мужчин крепко засели стереотипы о женщинах. Они только подкрепляются эротическими журналами и такими личностями, как Пэрис Хилтон. Куда ни посмотришь, в твои глаза бросается непристойность окружающего мира. Она бывает скрыта, но она везде. Даже в песне, в словах «Banana terracota pie» кроются образы мужского (banana) и женского (pie) половых органов.

## Список композиций
1. «Vicinity of Obscenity» (слова и музыка: Серж Танкян)
2. «Lonely Day» (слова и музыка: Дарон Малакян)